# Циенлун
Император Циенлун, роден Хонли (на китайски: 弘曆, на манджурски: ᡥᡠᠩ ᠯᡳ; транслитерация от манджурски: hung li; * 25 септември 1711, † 7 февруари 1799) е шестият император на манджурската династия Цин и четвъртият император управляващ Вътрешността на Китай.

## Живот
Четвърти син на император Юнчжен, той управлява официално от 11 октомври 1735 до 8 февруари 1796, като на 8 февруари 1796 абдикира в полза на сина си Император Цзяцин – синовен акт с цел да не управлява по-дълго от дядо си, знаменития император Канси. Въпреки своето оттегляне, той все пак запазва пълна власт след това.
Макар ранните години на неговото управление да са продължителен период на просперитет за Китай, към края на неговото управление е имало проблеми както вътре в Китай, така и в съседните нему територии и страни.

## Културни постижения
Император Циенлун е бил патрон на изкуствата и е виждал себе си в ролята на „съхранител и реставратор“ на китайската култура. Той също така е бил страстен поет и есеист.